# Novalles
Novalles é uma comuna da Suíça, situada no distrito de Jura-Nord Vaudois, no cantão de Vaud. Tem 2,06 km² de área e sua população em 2018 foi estimada em 101 habitantes.